# Yakuake
Yakuake je emulátor terminálu pro GNU/Linuxové desktopové prostředí KDE. Design YaKuake byl navržen podle konzole ve hře Quake a podle ní je také nazván.
Nejdříve ho vyvíjel François „neptune3k“ Chazal, potom z nedostatku času přestal. YaKuake byl později přidán do větve KDE Extragear, kde se jeho vývoje ujal Eike „Sho“ Hein.
V současnosti má Yakuake tyto hlavní rysy:
- vyjíždění seshora obrazovky
- nastavitelná rychlost vyjíždění, šířka, výška a umístění
- panely (taby)
- nastavitelné klávesové zkratky pro vyjíždění, otvírání a přepínání panelů
- je skinovatelný (můžete si stáhnout, nebo vytvořit vlastní vzhled)
- ovládání pomocí DCOP rozhraní